# Gouzeaucourt
Gouzeaucourt is een gemeente in het Franse Noorderdepartement (Frans: département du Nord) (regio Hauts-de-France). De plaats maakt deel uit van het arrondissement Cambrai. Gouzeaucourt telde op 1 januari 2022 1.434 inwoners.

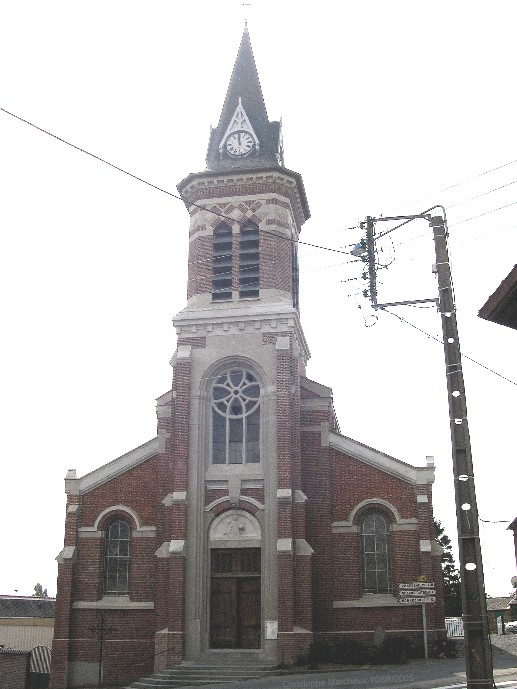
Eglise Saint-Quintin

## Geografie
De oppervlakte van Gouzeaucourt bedroeg op 1 januari 2022 12,11 vierkante kilometer; de bevolkingsdichtheid was toen 118,4 inwoners per km².

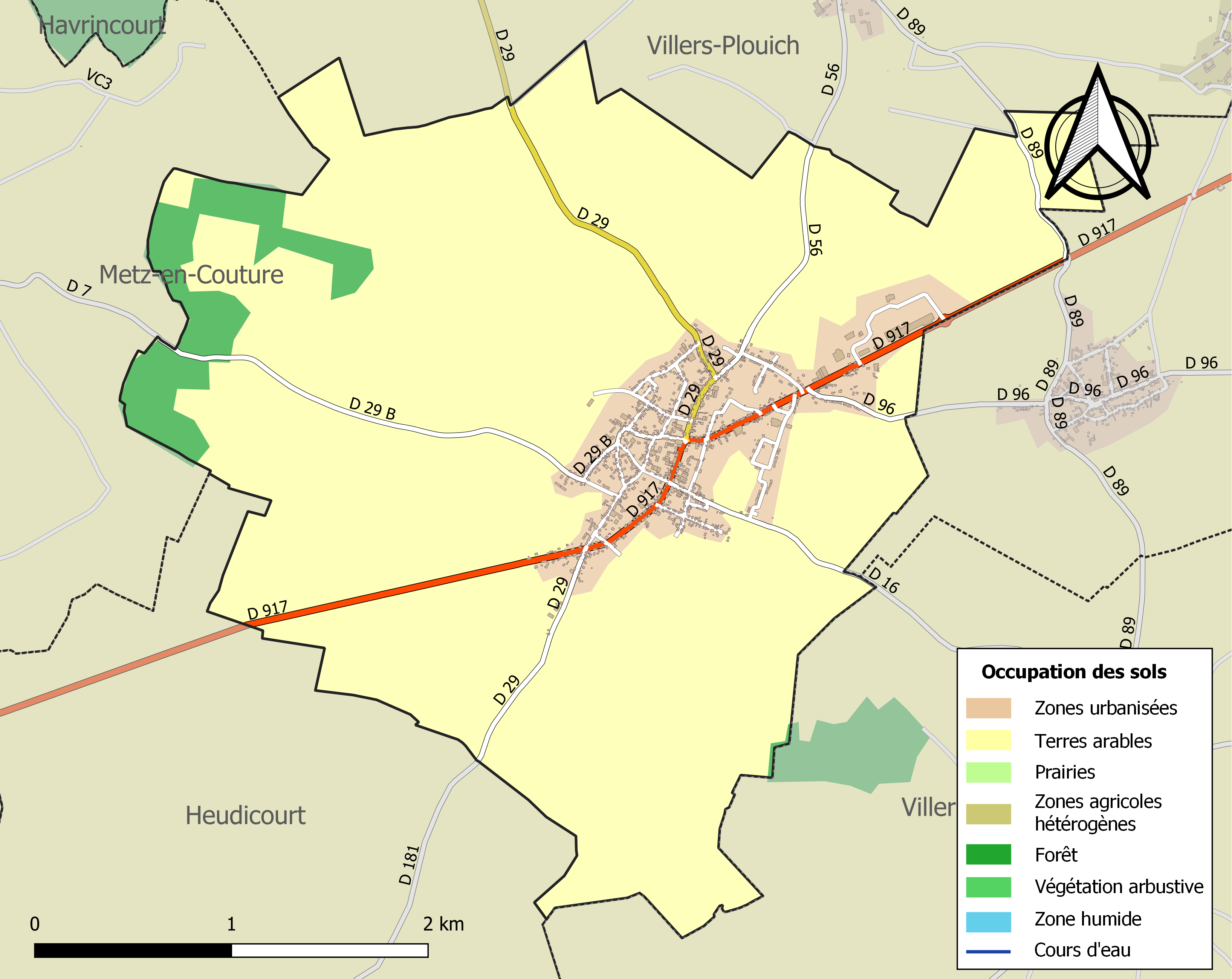
Kaart van de gemeente met belangrijkste infrastructuur, bodemgebruik en omliggende gemeenten

## Demografie
Onderstaande figuur toont het verloop van het inwonertal (bron: INSEE-tellingen).

## Bezienswaardigheden
Op het grondgebied bevindt zich de Britse militaire begraafplaats Gouzeaucourt New British Cemetery met gesneuvelden uit de Eerste Wereldoorlog.